# Дигдалович, Андрей Иванович
Андрей Иванович Дигдалович  (3 июня 1973, Сокольники — 20 февраля 2014, Киев) — активист Евромайдана. Погиб от пули снайпера на Институтской улице в Киеве 20 февраля 2014. Кавалер ордена «За оборону Майдана». Герой Украины (2014, посмертно).

## Биография
Родился 3 июня 1973 года в с. Сокольники Пустомытовского района Львовской области.
Дед Андрея отец Яримович во времена гонения на греко-католическую церковь организовывал подпольные богослужения (Л.Войтович, д.и.н., проф., Львовский национальный университет им. И.Франка, «Подпольная УГКЦ. Некоторые малоизвестные страницы»). Брат бабки, Иван Бутковский был полковником УПА (псевдоним «Гуцул»), Рыцарем Золотого Креста Боевой Заслуги, умер в Мюнхене в 1967 году.
В 18 лет организовал в Сокольниках Общество украинского языка им. Т.Шевченко В 2004 с первого и до последнего дня был на Майдане во время Оранжевой революции.
Воспитывал двух дочерей — Андриану (21 год) и Анастасию (11 лет). Был строителем

### На Майдане
Был зачислен в Сотню ветеранов Афганистана Самообороны Майдана, хотя и не служил в Афганистане В январе, после ранения резиновой пулей на улице Грушевского, потерял 80 % зрения на один глаз.

## Память
Похоронили Героя Небесной Сотни 23 февраля на Аллее Героев Лычаковского кладбища во Львове.
В районном центре Пустомыты улица Прямая, где долгое время жил Андрей Дигдалович, согласно решению № 1459 Пустомытовского городского совета от 08.07.2014 г. переименована в улицу Андрея Дигдаловича.

### Награды
- Звание Герой Украины с вручением ордена «Золотая Звезда» (21 ноября 2014, посмертно) — за гражданское мужество, патриотизм, героическое отстаивание конституционных принципов демократии, прав и свобод человека, самоотверженное служение Украинскому народу, обнаруженные во время Революции достоинства[2]
- Медаль «За жертвенность и любовь к Украине» (УПЦ КП, июнь 2015) (посмертно)[3]

## Источник
- Черные выходные во Львове